# Francesco Tamburini
Francesco Tamburini, né à Ascoli Piceno le 29 janvier 1848 et mort à Buenos Aires en 1890, est un architecte italien de la période de l'éclectisme, naturalisé argentin. Il a travaillé principalement en Argentine, où il a conçu des bâtiments tant publics que privés représentatifs de cette période, notamment à Buenos Aires.

## Biographie

### Formation et débuts
Francesco Tamburini est né à Ascoli Piceno en 1848 et à l'âge de onze ans, il s’installe avec sa famille à Ancône, où il fréquente le lycée puis l'institut technique Benincasa, il y est choisi par le naturaliste Francesco De Bosis comme assistant au laboratoire de physique et de chimie.
À Pise, où sa famille s'était installée, il s'inscrit à la faculté de physique et de mathématiques, mais il change de faculté et s'inscrit au cours d'ingénierie de l'université de Bologne, dont il est diplômé en 1872. Après un nouveau déplacement de la famille pour raisons économiques, il retourne dans les Marches, à Chiaravalle. Il y obtient un diplôme d'enseignement de l'architecture de l'université d'Urbino, puis un autre diplôme de conception architecturale à l'Académie des Beaux-Arts de Pise.
Pendant ses années d'études, il se consacre à l'étude de la Cathédrale Notre-Dame-de-l'Assomption de Pise et aux œuvres de Giorgio Orsini de Sebenico ; il crée des bas-reliefs, d'une grande finesse de détail et de finition.
À Rome, il enseigne à l'École pratique des ingénieurs, jusqu'en 1883. Au cours de ces années, sa première œuvre : le Palais Rheinold, à Ancône, situé à l'angle du Corso Garibaldi et de la Piazza del Teatro est déjà caractéristique du style néo-Renaissance à la base de ses œuvres argentines. À Chiaravalle, il a également conçu la Villa Marulli, aujourd'hui bibliothèque municipale.
En 1883, il a l'occasion de rencontrer l'ambassadeur argentin en Italie, qui était chargé  par le chef de son gouvernement de trouver un architecte capable de donner un nouveau visage monumental à la capitale argentine, en réalisant une série de bâtiments publics. Saisissant l'occasion, Tamburini s'installe en Argentine.

### Argentine
Installé en Argentine, il assume en 1883 le rôle d'inspecteur général de l'architecture nationale et conçoit une série de bâtiments publics monumentaux à Buenos Aires. Parmi ses œuvres les plus importantes figurent le siège de la Banque provinciale de Cordoba, l'agrandissement de la Casa Rosada, l'Hôpital militaire central et la conception du Théâtre Colón, un des plus grands Théâtre au monde, complété par les modifications apportées par ses élèves Vittorio Meano et Jules Dormal en 1908.
Il a travaillé sur le projet pour le Palais de Justice, le quartier général de la police fédérale, le Palais des Congrès, ainsi que d'autres édifices gouvernementaux. Il a également conçu quelques bâtiments privés .

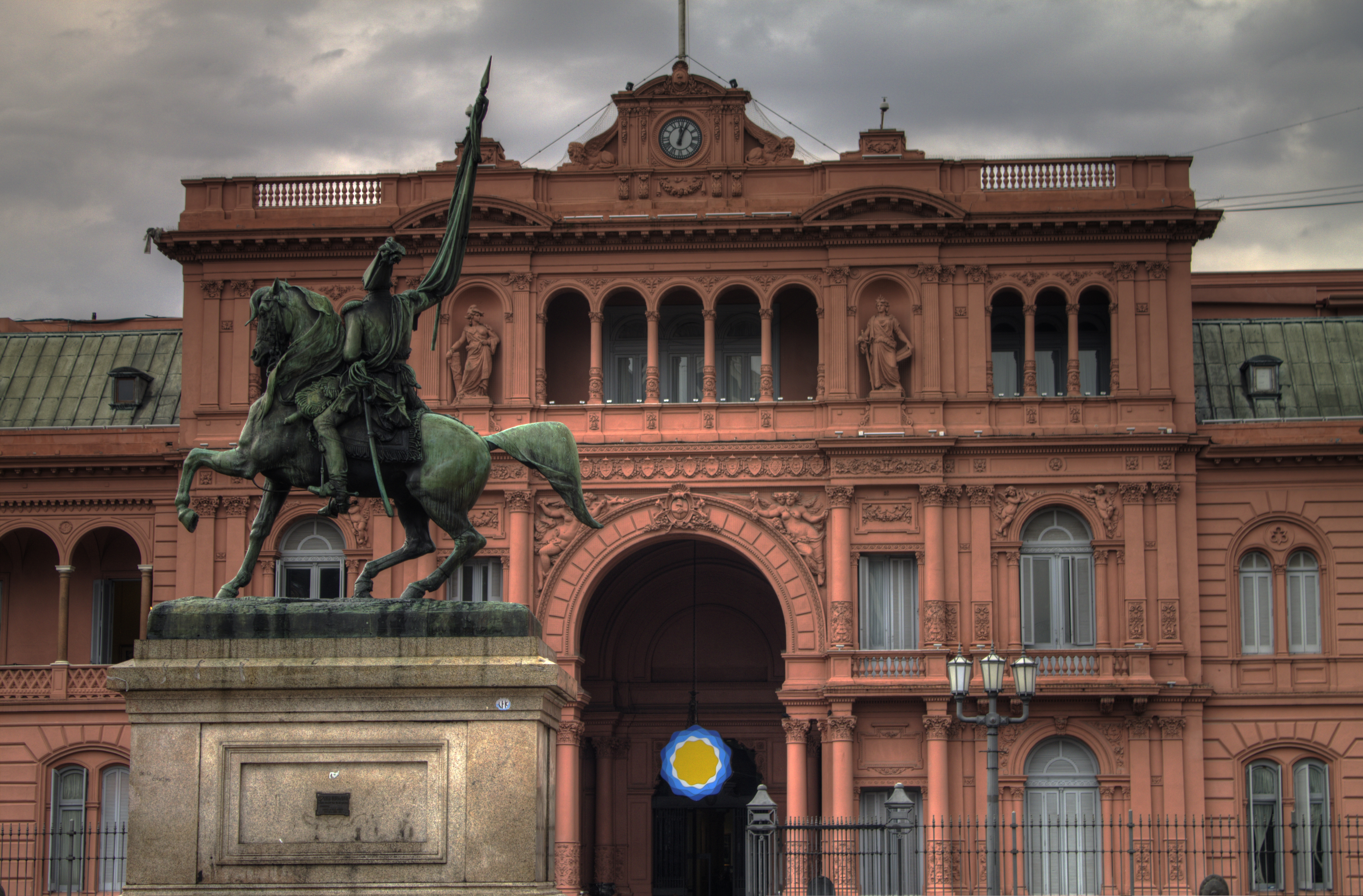
La Casa Rosada Buenos Aires.
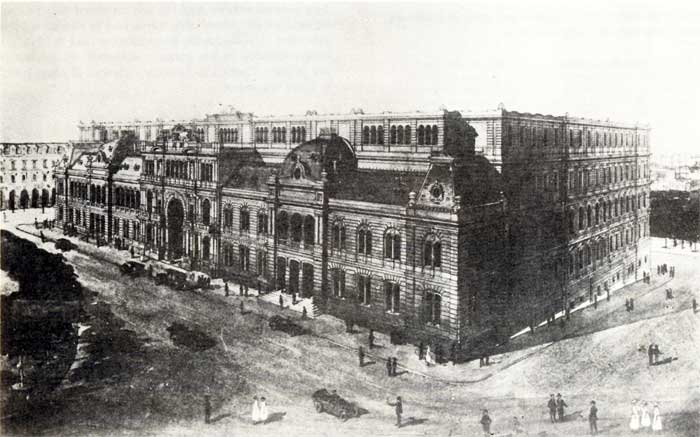
Projet pour la Casa Rosada
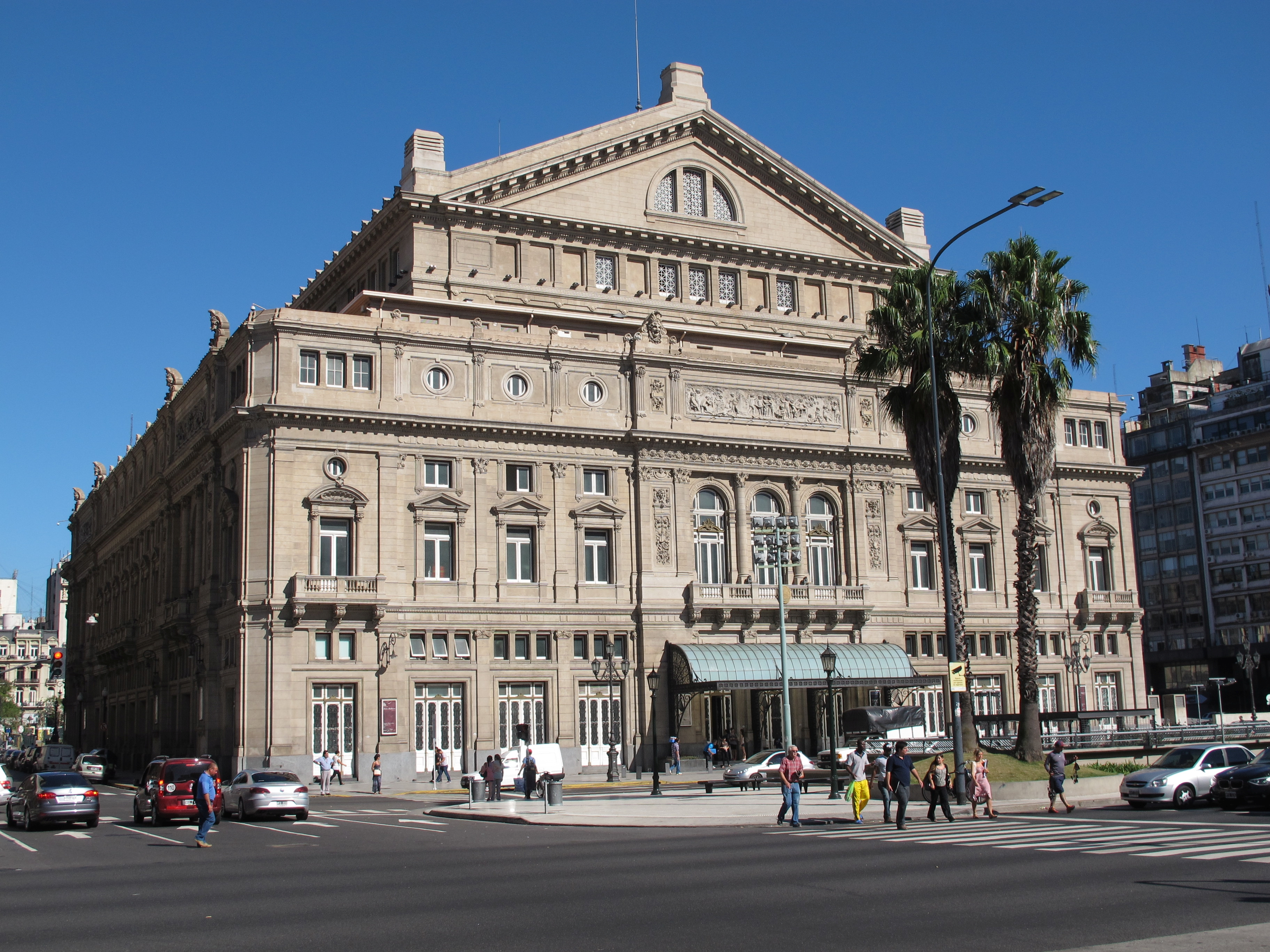
Façade du Théâtre Colón a Buenos Aires.
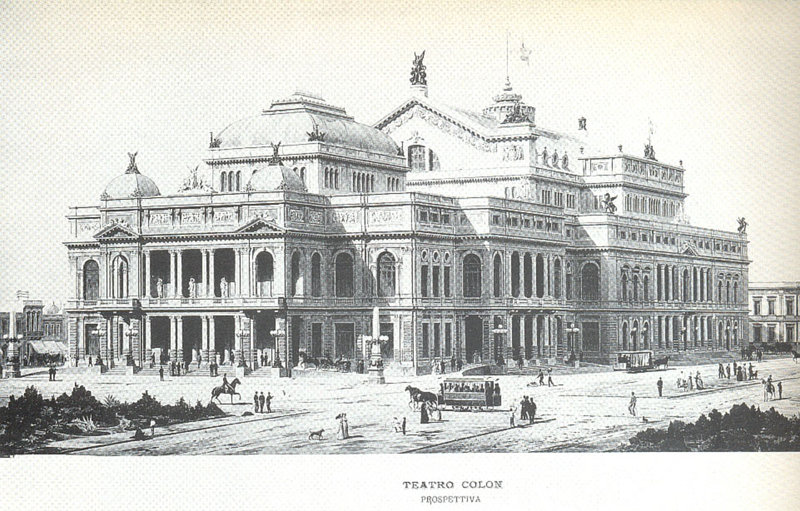
projet pour le Théâtre Colón.

La Révolution du Parc qui éclate à Buenos Aires en 1890 provoque une crise financière et une inflation effrayante, qui fait perdre à Tamburini tous ses avoirs.
En 1892, un an après sa mort, sa ville natale l'honore par une série de commémorations et de célébrations.